# 古屋義之
古屋 義之（ふるや よしゆき, Paul Yoshiyuki Furuya, 1900年2月9日 - 1991年2月2日）は、日本のカトリック教会聖職者。カトリック京都司教区の初代司教。洗礼名は「パウロ」。

## 生涯
1900年2月9日、和歌山県和歌山市で生まれ、同年2月20日に幼児洗礼を受ける。1912年4月長崎県長崎市浦上聖マリア学院に入学し、1913年9月大浦羅典神学校中学部に編入。1921年同校本科哲学部、1923年同校神学部に入り、1928年6月25日に大浦羅典神学校を卒業。
同年7月1日に大阪で司祭叙階され、同日に玉造教会の助任司祭となる。1934年3月1日に京都教区カトリック河原町教会助任司祭となり、1936年11月1日に主任司祭。1940年11月30日には京都知牧区長をメリノール会のパトリック・バーン神父から引き継ぎ、初の日本人京都知牧区長となった。1941年9月24日には日本天主公教教団統括者でカトリック東京大司教区土井辰雄大司教、カトリック大阪司教区（当時）田口芳五郎師と共に伊勢神宮に参拝している。
1951年9月21日に司教叙階を受けた。1958年司教協議会典礼聖歌委員長。1962年には日本の他の司教と共に、10月11日から開かれる第2バチカン公会議に参加。1970年は司教協議会エキュメニズム委員長を務め、1976年9月23日教区長引退。1991年2月2日に入院し、同日死去。